# Jayce Olivero
Jayce Lee Mascarenhas-Olivero (* 2. Juli 1998) ist ein gibraltarischer Fußballspieler, er wird zumeist als Linker Verteidiger eingesetzt.

## Karriere

### Verein
In der Jugend war er beim Lions Gibraltar FC aktiv. Zur Saison 2015/16 wechselte er dann auch in die erste Mannschaft des Klubs. Anfang 2016 hatte er zudem noch Probetrainings bei West Ham United sowie Leicester City, wurde jedoch in beiden Fällen nicht in den Kader aufgenommen. Im Sommer 2016 verließ er dann Gibraltar um einem Sport-Studium an der englischen Oxford Brookes University nachzugehen. In dieser Zeit war er beim Neuntligisten Abingdon United aktiv. Zur Saison 2019/20 kehrte er wieder in seine Heimat zurück, wo er sich dem Europa FC anschließen sollte. Seinen ersten Einsatz in der Liga erhielt er hier am 16. August 2019 bei einem 4:1-Sieg über den Lincoln Red Imps FC, wo er von Anfang bis zum Ende auf dem Platz stand. Mit dem Klub nahm er in dieser Saison auch erstmals an der Qualifikation zur Champions League und später Europa League teil.

### Nationalmannschaft
In der Nationalmannschaft lief er schon früh für diverse U-Mannschaften auf. Zu einem Einsatz in der A-Mannschaft kam es dann erstmals am 23. März 2016 im Alter von 17 bei einem Freundschaftsspiel gegen Liechtenstein, welches mit 0:0 enden sollte. Hier wurde er in der 69. Minute für Jamie Bosio eingewechselt. Den ersten Sieg mit der Mannschaft konnte er am 25. März 2018 mit 1:0 über die Auswahl von Lettland feiern.